# Bauknecht
Bauknecht (volledige naam Bauknecht Hausgeräte GmbH) was een grote Duitse fabrikant van huishoudelijke apparatuur. Het hoofdkantoor bevond zich tot 2006 in Schorndorf in Baden-Württemberg, thans in Stuttgart. Na een faillissement begin jaren tachtig werd het merkenrecht en het onroerend goed door het wereldwijd opererende Amerikaanse concern Whirlpool Corporation overgenomen, die uiteindelijk de productie samenvoegde met de van Philips overgenomen Ignis-fabrieken.

## Geschiedenis
De firma werd in 1919 door Gottlob Bauknecht in Neckartenzlingen opgericht als elektrotechnische werkplaats. Hij fabriceerde onder andere de universele motor "Landfreund", voornamelijk gericht op het agrarisch bedrijf. Pas na de Tweede Wereldoorlog begon de firma keukenapparatuur te produceren, in de vorm van een roermachine (1948), koelkasten (1951), wasmachines (1958) en vaatwasmachines (1971). Gottlob Bauknecht overleed in 1976 op 82-jarige leeftijd. Zes jaar later moest zijn zoon vanwege aanhoudende financiële problemen het faillissement aanvragen en alles verkopen. Het bedrijf werd gekocht door Philips.
Sinds 1989 bezit het Amerikaanse concern Whirlpool Corporation het merk Bauknecht en de bedrijfspanden. Elk toestel wordt nog steeds in Stuttgart ontworpen maar Bauknecht heeft momenteel fabrieken in heel Europa; o.a. in Duitsland, Frankrijk, Italië), Zweden en Polen. Bauknecht wordt door Whirlpool in de markt gezet als kwaliteitsmerk.

## Reclameleus
Tientallen jaren (vanaf de jaren vijftig) gebruikte Bauknecht de slagzin "Bauknecht weet wat vrouwen wensen" (in het Duits: „Bauknecht weiß, was Frauen wünschen“). Vanwege het seksisme van deze slagzin had de firma het er in de jaren zeventig en tachtig niet gemakkelijk mee. Pas in de jaren negentig liet men de slagzin vallen, en vanaf 2004 gebruikt Bauknecht "Leef vandaag" ("Heute leben"). Bij wijze van compensatie bood Bauknecht tussen 2004 en 2006 een online Mannenwascursus aan.